# 19 juillet 1908
Le dimanche 19 juillet 1908 est le 201e jour de l'année 1908.

## Naissances
- Ernest Buckler (mort le 4 mars 1984), romancier canadien
- Ferdinand Bruhin (mort le 7 mai 1986), footballeur suisse
- Fernand Vetcour (mort en 2001), peintre belge
- Gunnar Olsson (mort le 27 septembre 1974), footballeur suédois
- Hans Trippel (mort le 30 juin 2001), ingénieur allemand
- Irene Gilbert (morte le 7 août 1985), Designer mode irlandaise
- Pierre Rossignol (mort le 14 mars 1986), homme politique français
- William Thompson (mort le 8 février 1956), avironneur

## Décès
- Alfred Trescat (né le 16 décembre 1846), historien français
- Yeghia Demirdjibashian (né le 8 mai 1851), écrivain et journaliste arménien ottoman
- Ignacio de Veintemilla (né le 31 juillet 1828), homme politique équatorien

## Événements
- Création de la Fédération internationale de natation
- Création du Feyenoord Rotterdam